# Jacques Aarden
Jacobus Maria (Jacques) Aarden (Terheijden, 11 augustus 1914 – Voorburg, 23 november 1997), was een Nederlands katholiek politicus.
Hij studeerde aan het St. Norbertus lyceum te Roosendaal en aan de Katholieke Economische Hogeschool te Tilburg. In 1940 ging Aarden als ambtenaar werken op het ministerie van Handel, Nijverheid en Scheepvaart. Van 1946 tot 1966 was hij voor de Katholieke Volkspartij (KVP) lid van de gemeenteraad van Voorburg. Van 1947 tot 1968 was hij directiesecretaris van het Centrum voor Staatkundige Vorming van de KVP. Daarnaast vervulde hij nog meer functies binnen die partij, waaronder lid van het bestuur (1956-1968). Van 1962 tot 1968 was Aarden voor de KVP lid van de Tweede Kamer.
In de jaren zestig was Aarden ontevreden over de samenwerking van KVP, ARP en CHU met de VVD. Hij stapte in 1968 samen met drie andere KVP-Kamerleden, namelijk Paul Janssen, Annie Kessel en Harry van Doorn, uit de KVP om toe te treden tot de nieuw op te richten Politieke Partij Radikalen (PPR). Aarden, Janssen en Kessel bleven Kamerlid en vormden een afzonderlijke fractie met de naam Groep Aarden.
Bij de Tweede Kamerverkiezingen van april 1971 was Jacques Aarden een van de vier regionale lijsttrekkers van de PPR. In het voor deze verkiezingen gevormde schaduwkabinet van PvdA, D66 en PPR was hem de functie van vicepremier en minister van Binnenlandse Zaken toebedeeld. Na deze verkiezingen, waarbij de PPR twee zetels behaalde, werd hij fractievoorzitter. Bij de vervroegde verkiezingen van november 1972 was hij niet herkiesbaar.
Van 1973 tot 1984 was hij lid van de Raad van State. Als lid van de Godebaldgroep was Aarden voorstander van samenwerking van de PPR met de PvdA en D66 in plaats van met de Communistische Partij Nederland en de Pacifistisch Socialistische Partij. Hij verliet de PPR in 1984.